# 8539 Laban
8539 Laban (1993 FT32) là một tiểu hành tinh vành đai chính được phát hiện ngày 19 tháng 3 năm 1993 bởi C.-I. Lagerkvist ở Đài thiên văn Nam Âu.